# Княжая Байгора
Кня́жая Ба́йгора — село Грязинского района Липецкой области. Центр Княже-Байгорского сельсовета.

## Название
По реке Байгоре и по князю Л. Д. Вяземскому, который до 12 лет воспитывался в усадьбе Вельяминовых близ села, и чья усадьба Лотарево стояла на Байгоре в пяти километрах южнее.

## История
Возникло в самом конце XVII века, в документах 1702 года упоминается как «новоселебное село».
Княжая Байгора — волостной центр в Усманском уезде Тамбовской губернии в 14 верстах от станции Грязи.
В 1895 году население состояло из 3500 душ обоего пола, государственных крестьян, в 1914 году — 6195 жителей.
Село было известно своим конным рынком; две земские и церковно-приходская школы.
В 1815 году в Княжей Байгоре построили Христорождественскую церковь (ныне ).
В 1911 году Тамбовские епархиальные ведомости сообщали, что приход в селе очень богатый, обширный и многолюдный; в нем имеется 722 дома при пяти тысячах прихожан. Каменный храм его по своей обширности и благолепным украшениям во всех частях может занимать одно из первых мест среди церквей любого города. Он украшен дорогим иконостасом, расписан художественной живописью и снабжен в большом количестве ценными утварью и ризницей. Содержится храм в отличном порядке, а при храме имеется прекрасный хор певчих, состоящий из любителей-прихожан крестьян и детей мальчиков, устроенный и управляемый крестьянской девицей. Прихожане этого села очень прилежат к своему храму, не жалеют средств на украшение его и усердно посещают его и умеют чинно держать себя в нем.
В справочнике "Населенные места Российской империи в 500 и более жителей...", изданном по итогам первой всеобщей переписи населения в 1897 году, упоминается как Княже-Байгора. Тогда в селе проживали 2060 мужчин и 2242 женщины.
1861— 1923 годы — центр Княже-Байгорской волости Усманского уезда Тамбовской губернии.
Тамбовские губернские ведомости в 1884 году сообщали следующее: "Княжая Байгора принадлежит к числу богатых сёл Усманского уезда. Большая часть села лежит на высоком берегу реки того же имени. Дворы живописно разбросаны по склону горы и окаймлены садами. Уже с первого взгляда можно определить, что жители села люди богатые: постройки отличаются чистотой и опрятностью и, притом, большинство их кирпичные или каменные. В селе довольно много лавок и кабаков, есть трактир, винный склад и т.д. Большинство жителей села занимаются различными ремёслами: здесь можно встретить много плотников, столяров, кузнецов и вообще разного рода мастеровых, которые целыми артелями работают в различных сёлах. Земледелие составляет занятие лишь меньшей части и, притом, более бедных жителей. Каждое воскресенье здесь обычно бывает базар и, смотря по обстоятельствам, довольно значительный. К сожалению, эти базары в воскресные дни отвлекают крестьян (не только местных, но и соседних сёл) от церкви и, таким образом, молящихся в эти дни бывает очень ограниченное число. 8-го сентября каждого года, в день Рождества Пресвятой Богородицы, в Байгоре бывает ярмарка, называемая в народе «Аспосом» (*«Аспосом» народ обычно называет собственно праздник 8-го сентября, а оттуда и ярмарку в этот день). В это время почти все работы почти все работы в поле оканчиваются, у крестьян бывает в запасе хлеб и лишняя копейка, а потому эта ярмарка проходит очень оживлённо. В Байгору стекается народ из всех окрестных сёл и кутит здесь на славу в продолжении 3-4 дней. Из Липецка и Усмани на ярмарку приезжают торговцы сукнами, ситцами и другими крестьянскими товарами. Сами крестьяне выставляют здесь такие произведения своего домашнего искусства в виде бочек, кадочек, лотков и т.п. После долгого и тяжелого труда рабочей поры крестьяне отдыхают здесь и пируют на свои трудовые копейки".
Известно, что в 1908 году из-за вспышки холеры в населённых пунктах близ села Княжая-Байгора, санитарно-исполнительной комиссией было принято не проводить ежегодную ярмарку.

## Утраченная усадьба
Вблизи села располагалось имение Вельяминовых «Байгора». 

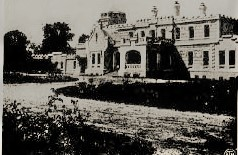
Усадьба Байгора Вельяминовых

 В нём до 12 лет воспитывался, у своей бабки Эмилии Степановны Вельяминовой, будущий герой русско-турецкой войны 1877—1878 гг. и государственный деятель князь Л. Д. Вяземский. Его сын Б. Л. Вяземский построил в селе железобетонный мост через реку Байгору. Мост был открыт 10 ноября 1911 года через три с половиной месяца после начала строительства.
В имении располагался конный завод.

## Население
| 1895 | 1914  | 2009 | 2010 | 2013 |
| ---- | ----- | ---- | ---- | ---- |
| 3500 | ↗6195 | ↘812 | ↘760 | ↗827 |

## Известные уроженцы
- Бирюков, Николай Иванович (1901—1980) — военачальник советской армии, генерал-лейтенант, Герой Советского Союза (1945).
- Пелагея Николаевна Комолых (23 сентября 1917 — 1990) — передовик советского сельского хозяйства, свинарка совхоза «Правда» Грязинского района Липецкой области, Герой Социалистического Труда (1966).